# Campionato mondiale Supersport 300 2023
Il campionato mondiale Supersport 300 2023 è la settima edizione del campionato mondiale Supersport 300.

## Stagione
Il campionato inizia nel fine settimana del 22/23 aprile presso il circuito di Assen e termina domenica primo ottobre con gara due presso l'autordomo dell'Algarve per un totale di otto Gran Premi disputati tutti in doppia prova. Oltre alle case motociclistiche che avevano già partecipato alle annate precedenti, in questa stagione fa il suo esordio Kove (costruttore cinese) che gareggia con il modello denominato 321RR.
Il campionato piloti si rivela molto equilibratoː nel corso dell'anno ben cinque piloti sono stati in testa alla classifica. Tra di essi la spunta l'esperto Jeffrey Buis, già campione dell'edizione 2020, che diventa anche il primo pilota due volte campione di categoria. Buis chiude con un margine di otto punti sul più diretto degli inseguitoriː lo spagnolo José Luis Pérez González che prende punti in tutte le prove pur senza mai vincere. Terzo posto per l'italiano Mirko Gennai autore di tre vittorie in questa annata. Pur mancando ancora la conquista del titolo, si rivela una buona stagione per i piloti italiani con sei vittorie ottenute (oltre alle tre del sopracitato Gennai, vince una gara Matteo Vannucci e due Bruno Ieraci).
Tra i costruttori prevale Kawasaki, al quinto titolo, con un margine di quaranta punti su Yamaha. Terzo posto, con due vittorie in gara, per KTM. L'esordiente Kove conquista ventidue punti ed il quarto posto in classifica con Marc García.

## Piloti partecipanti
Tutte le motociclette in competizione sono equipaggiate con pneumatici forniti dalla Pirelli.
| Nº | Pilota                   | Squadra                               | Motocicletta       |
| -- | ------------------------ | ------------------------------------- | ------------------ |
| 4  | Emanuele Cazzaniga       | Racestar                              | Yamaha YZF-R3      |
| 6  | Jeffrey Buis             | MTM Kawasaki                          | Kawasaki Ninja 400 |
| 7  | Loris Veneman            | MTM Kawasaki                          | Kawasaki Ninja 400 |
| 8  | Bruno Ieraci             | ProDina Kawasaki Racing               | Kawasaki Ninja 400 |
| 9  | Junhao Zhan              | China Racing                          | Kove 321RR         |
| 11 | Astrid Madrigal          | Team#109 Kawasaki                     | Kawasaki Ninja 400 |
| 12 | Humberto Maier           | Yamaha MS Racing/AD78 Latin America   | Yamaha YZF-R3      |
| 13 | Devis Bergamini          | ProGP Racing                          | Yamaha YZF-R3      |
| 14 | Sven Doornenbal          | Molenaar Racing                       | Kawasaki Ninja 400 |
| 15 | Alfonso Coppola          | Sublime Racing by MS Racing           | Yamaha YZF-R3      |
| 16 | Maxim Repak              | Accolade Smrž Racing BGR              | Kawasaki Ninja 400 |
| 17 | Ruben Bijman             | Arco Motor University                 | Yamaha YZF-R3      |
| 18 | Thom Molenaar            | Molenaar Racing                       | Kawasaki Ninja 400 |
| 19 | Alessandro Zanca         | Team#109 Kawasaki                     | Kawasaki Ninja 400 |
| 22 | Marc García              | China Racing                          | Kove 321RR         |
| 23 | Samuel Di Sora           | ProDina Kawasaki Racing               | Kawasaki Ninja 400 |
| 24 | Michael Agazzi           | Sublime Racing by MS Racing           | Yamaha YZF-R3      |
| 25 | Mattia Martella          | ProDina Kawasaki Racing               | Kawasaki Ninja 400 |
| 26 | Mirko Gennai             | BrCorse                               | Yamaha YZF-R3      |
| 27 | Christopher Clark        | Accolade Smrž Racing BGR              | Kawasaki Ninja 400 |
| 28 | Lennox Lehmann           | Freudenberg KTM-Paligo Racing         | KTM RC 390 R       |
| 29 | Walid Khan               | Freudenberg KTM-Paligo Racing         | KTM RC 390 R       |
| 31 | Roberto Jason Sarchi     | Gradaracorse                          | Kawasaki Ninja 400 |
| 32 | Krittapat Keankum        | Arco Motor University                 | Yamaha YZF-R3      |
| 35 | Yeray Saiz Marquez       | Accolade Smrž Racing BGR              | Kawasaki Ninja 400 |
| 39 | Enzo Valentim            | Yamaha MS Racing/AD78 Latin America   | Yamaha YZF-R3      |
| 41 | Raffaele Tragni          | AG Motorsport Italia Yamaha           | Yamaha YZF-R3      |
| 44 | Antonio Torres Dominguez | Deza-Box 77 Racing                    | Kawasaki Ninja 400 |
| 45 | Clément Rougé            | Sublime Racing by MS Racing           | Yamaha YZF-R3      |
| 46 | Kas Beekmans             | Sublime Racing by MS Racing           | Yamaha YZF-R3      |
| 47 | Fenton Seabright         | Kawasaki GP Project                   | Kawasaki Ninja 400 |
| 48 | Julio García             | Flembbo-Pl Performances               | Kawasaki Ninja 400 |
| 51 | Juan Pablo Urióstegui    | Team#109 Kawasaki                     | Kawasaki Ninja 400 |
| 51 | Juan Pablo Urióstegui    | Sublime Racing by MS Racing           | Yamaha YZF-R3      |
| 53 | Petr Svoboda             | Fusport-RT Motorsport by SKM-Kawasaki | Kawasaki Ninja 400 |
| 55 | Unai Calatayud           | Arco Motor University                 | Yamaha YZF-R3      |
| 57 | Aldi Satya Mahendra      | BrCorse                               | Yamaha YZF-R3      |
| 60 | Dirk Geiger              | Freudenberg KTM-Paligo Racing         | KTM RC 390 R       |
| 61 | Dinis Borges             | Rame Moto Racing                      | Kawasaki Ninja 400 |
| 62 | Kevin Santos Fontainha   | Sublime Racing by MS Racing           | Yamaha YZF-R3      |
| 66 | Phillip Tonn             | Freudenberg KTM-Paligo Racing         | KTM RC 390 R       |
| 69 | Troy Alberto             | Fusport-RT Motorsport by SKM-Kawasaki | Kawasaki Ninja 400 |
| 71 | Iván Bolaño Hernández    | Deza-Box 77 Racing                    | Kawasaki Ninja 400 |
| 73 | José Pérez González      | Accolade Smrž Racing BGR              | Kawasaki Ninja 400 |
| 77 | José Manuel Osuna Sáez   | Deza-Box 77 Racing                    | Kawasaki Ninja 400 |
| 78 | Levi Badie               | Accolade Smrž Racing BGR              | Kawasaki Ninja 400 |
| 79 | Tomas Alonso             | Quaresma Racing Team                  | Kawasaki Ninja 400 |
| 80 | Gabriele Mastroluca      | Arco Motor University                 | Yamaha YZF-R3      |
| 81 | Ioannis Peristeras       | ProGP Racing                          | Yamaha YZF-R3      |
| 85 | Kevin Sabatucci          | Flembbo-Pl Performances               | Kawasaki Ninja 400 |
| 88 | Daniel Mogeda            | Kawasaki GP Project                   | Kawasaki Ninja 400 |
| 91 | Matteo Vannucci          | AG Motorsport Italia Yamaha           | Yamaha YZF-R3      |
| 93 | Marco Gaggi              | BrCorse                               | Yamaha YZF-R3      |
| 96 | Marc Vich Gil            | Arco Motor University                 | Yamaha YZF-R3      |
| 98 | Shengjunjie Zhou         | China Racing                          | Kove 321RR         |
| 99 | Galang Hendra Pratama    | Sublime Racing by MS Racing           | Yamaha YZF-R3      |

| Legenda            |
| ------------------ |
| Pilota wildcard    |
| Pilota sostitutivo |

## Calendario
| Nº | Data                      | Gran Premio | Circuito    | Pole Position       | Vincitore gara 1 | Vincitore gara 2    | Leader del Campionato | Resoconto |
| -- | ------------------------- | ----------- | ----------- | ------------------- | ---------------- | ------------------- | --------------------- | --------- |
| 1  | 22 e 23 aprile            | Paesi Bassi | Assen       | Matteo Vannucci     | Petr Svoboda     | Petr Svoboda        | Petr Svoboda          | Resoconto |
| 2  | 6 e 7 maggio              | Catalogna   | Catalogna   | Humberto Maier      | Jeffrey Buis     | Mirko Gennai        | Petr Svoboda          | Resoconto |
| 3  | 3 e 4 giugno              | Italia      | Misano      | Jeffrey Buis        | Bruno Ieraci     | Bruno Ieraci        | Mirko Gennai          | Resoconto |
| 4  | 15 e 16 luglio            | Italia      | Imola       | Dirk Geiger         | Matteo Vannucci  | Dirk Geiger         | Dirk Geiger           | Resoconto |
| 5  | 29 e 30 luglio            | Rep. Ceca   | Most        | José Pérez González | Lennox Lehmann   | Aldi Satya Mahendra | José Pérez González   | Resoconto |
| 6  | 9 e 10 settembre          | Francia     | Magny-Cours | Dirk Geiger         | Jeffrey Buis     | Jeffrey Buis        | Jeffrey Buis          | Resoconto |
| 7  | 23 e 24 settembre         | Aragona     | Aragón      | Matteo Vannucci     | Loris Veneman    | Jeffrey Buis        | Jeffrey Buis          | Resoconto |
| 8  | 30 settembre e 1º ottobre | Portogallo  | Portimão    | José Pérez González | Mirko Gennai     | Mirko Gennai        | Jeffrey Buis          | Resoconto |

## Classifiche

### Classifica Piloti
| Pos. | Pilota                 | Moto              |     |     |     |     |     |     |     |     |     |     |     |     |     |     |     |     | P.ti |
| ---- | ---------------------- | ----------------- | --- | --- | --- | --- | --- | --- | --- | --- | --- | --- | --- | --- | --- | --- | --- | --- | ---- |
| 1    | Jeffrey Buis           | Kawasaki          | 8   | Rit | 1   | 3   | 11  | Rit | 3   | 4   | 9   | 7   | 1   | 1   | 2   | 1   | 8   | 11  | 207  |
| 2    | José Pérez González    | Kawasaki          | 4   | 4   | 9   | 4   | 4   | 8   | 4   | 6   | 5   | 3   | 5   | 3   | 4   | 9   | 3   | 2   | 200  |
| 3    | Mirko Gennai           | Yamaha            | 11  | 5   | 3   | 1   | 2   | 7   | 7   | Rit | 21  | Rit | 14  | 2   | 19  | 4   | 1   | 1   | 180  |
| 4    | Dirk Geiger            | KTM               | 3   | 7   | 6   | 6   | 10  | 2   | 2   | 1   | 18  | 23  | 4   | 9   | 26  | 5   | 5   | 3   | 174  |
| 5    | Matteo Vannucci        | Yamaha            | 24  | 3   | 8   | 2   | 6   | Rit | 1   | 2   | 24  | 20  | 7   | Rit | 13  | 2   | 4   | 5   | 155  |
| 6    | Petr Svoboda           | Kawasaki          | 1   | 1   | 4   | 10  | Rit | 3   | 14  | 8   | 6   | 8   | 13  | 11  | Rit | Rit | 19  | Rit | 121  |
| 7    | Humberto Maier         | Yamaha            | 6   | 2   | 5   | 8   | 3   | Rit | 5   | 3   | 23  | 9   | Rit | 10  | 17  | 16  | 14  | 10  | 113  |
| 8    | Loris Veneman          | Kawasaki          | 9   | Rit | Rit | 19  | 14  | 4   | Rit | 15  | 10  | Rit | 3   | 5   | 1   | 6   | 7   | 7   | 109  |
| 9    | Daniel Mogeda          | Kawasaki          | 16  | 14  | 7   | 5   | 22  | 14  | Rit | 18  | 3   | 16  | 6   | 4   | 3   | 7   | 9   | 4   | 108  |
| 10   | Marco Gaggi            | Yamaha            | 5   | 10  | 17  | 13  | 7   | 6   | 17  | 13  | 2   | Rit | 25  | 25  | 8   | 3   | 2   | Rit | 106  |
| 11   | Samuel Di Sora         | Kawasaki          | 2   | 6   | 2   | NC  | 8   | 9   | 9   | 17  | Rit | 5   | Rit | 15  | Rit | Rit | 10  | 8   | 98   |
| 12   | Kevin Sabatucci        | Kawasaki          | 15  | 9   | Rit | NP  | 5   | 13  | 6   | 7   | 22  | 14  | 2   | 6   | 11  | 11  | 6   | 13  | 96   |
| 13   | Fenton Seabright       | Kawasaki          | 10  | 11  | Rit | 14  | 15  | 5   | 10  | Rit | 7   | 6   | 8   | 8   | 10  | 10  | 11  | 9   | 90   |
| 14   | Bruno Ieraci           | Kawasaki          |     |     |     |     | 1   | 1   | 18  | 9   |     |     |     |     |     |     |     |     | 57   |
| 15   | José Manuel Osuna Sáez | Kawasaki          | Rit | 22  | 13  | 9   | 19  | 17  | Rit | 12  | 17  | 2   | 24  | 7   | 6   | 12  | Rit | NP  | 57   |
| 16   | Lennox Lehmann         | KTM               | Rit | Rit | Rit | 15  | 17  | 16  | 12  | 5   | 1   | 22  | 11  | 17  | Rit | NP  | Inf | Inf | 46   |
| 17   | Julio García           | Kawasaki          | 13  | 12  | 12  | 12  | Rit | 20  | 11  | 14  | 11  | 17  | Rit | 18  | 7   | 13  | 13  | 12  | 46   |
| 18   | Galang Hendra Pratama  | Yamaha            |     |     | 10  | 11  | 12  | 12  |     |     | Rit | 25  | 16  | 13  | 12  | 15  | 26  | 6   | 37   |
| 19   | Ruben Bijman           | Yamaha            | Rit | 13  | 20  | Rit | 25  | 10  | 26  | Rit | 26  | 11  | 9   | 12  | 5   | NP  | 15  | 16  | 37   |
| 20   | Devis Bergamini        | Yamaha            | 7   | Rit | 18  | 22  | 16  | 11  | 20  | 10  | 19  | 21  | 10  | Rit | 18  | 8   | NP  | 15  | 35   |
| 21   | Enzo Valentim          | Yamaha            | 12  | 8   | 11  | 7   | 9   | 15  | 21  | 20  | Rit | 24  | Rit | 20  |     |     |     |     | 34   |
| 22   | Aldi Satya Mahendra    | Yamaha            |     |     |     |     |     |     |     |     | 16  | 1   |     |     |     |     |     |     | 25   |
| 23   | Marc García            | Kove              |     |     |     |     |     |     | 8   | 21  | 8   | Rit | 12  | 14  | Rit | NP  | 25  | Rit | 22   |
| 24   | Alessandro Zanca       | Kawasaki          | 14  | 18  | Rit | 24  | 13  | Rit | 13  | 11  | 15  | 12  | 21  | 24  | 20  | 17  | 20  | 26  | 18   |
| 25   | Kevin Santos Fontainha | Yamaha            |     |     |     |     |     |     |     |     | Rit | 4   |     |     |     |     | 17  | 14  | 15   |
| 26   | Ioannis Peristeras     | Yamaha            | 23  | 23  | 16  | 20  | 24  | 23  | 22  | 25  | 4   | 18  | 19  | 21  | 21  | 21  | 24  | 25  | 13   |
| 27   | Unai Calatayud         | Yamaha            |     |     | Rit | Rit |     |     |     |     |     |     | 22  | 22  | 9   | 14  | 27  | 18  | 9    |
| 28   | Walid Kahn             | KTM               |     |     |     |     |     |     |     |     | Rit | 10  |     |     |     |     |     |     | 6    |
| 29   | Maxim Repak            | Kawasaki          |     |     |     |     |     |     |     |     | 13  | 13  |     |     |     |     |     |     | 6    |
| 30   | Juan Pablo Urióstegui  | Kawasaki e Yamaha | 18  | Rit | Rit | Rit | Rit | NP  | 15  | 19  | 12  | Rit | 18  | Rit | 16  | 18  | 16  | 20  | 5    |
| 31   | Tomas Alonso           | Kawasaki          |     |     |     |     |     |     |     |     |     |     |     |     |     |     | 12  | 22  | 4    |
| 31   | Raffaele Tragni        | Yamaha            | 22  | 26  | Rit | 18  | 21  | 21  | 24  | 23  | 14  | 15  | 20  | 23  | 22  | 22  | Rit | 23  | 3    |
| 32   | Yeray Saiz Marquez     | Kawasaki          | 19  | 15  | 14  | 17  | Rit | Rit |     |     |     |     |     |     |     |     |     |     | 3    |
| 33   | Marc Vich              | Yamaha            |     |     |     |     |     |     |     |     |     |     |     |     | 14  | Rit |     |     | 2    |
| 34   | Troy Alberto           | Kawasaki          | 17  | 16  | 15  | 16  | 23  | 18  | 16  | 16  | 20  | Rit | 17  | 16  | 15  | Rit | 18  | 19  | 2    |
| 35   | Mattia Martella        | Kawasaki          | Rit | 17  | Rit | 23  | 20  | Rit | 25  | 22  | 25  | 19  | 15  | 19  | 23  | 19  | 24  | 21  | 1    |
| NC   | Phillip Tonn           | KTM               |     |     |     |     |     |     |     |     |     |     |     |     |     |     | Rit | 17  | 0    |
| -    | Gabriele Mastroluca    | Yamaha            | Rit | 24  | Rit | Rit | 18  | 22  | 23  | 24  |     |     |     |     |     |     |     |     | 0    |
| -    | Kas Beekmans           | Yamaha            | 21  | 19  |     |     |     |     |     |     |     |     |     |     |     |     |     |     | 0    |
| -    | Clément Rougé          | Yamaha            | 25  | 25  | 19  | 23  |     |     |     |     |     |     |     |     |     |     |     |     | 0    |
| -    | Jason Roberto Sarchi   | Kawasaki          |     |     |     |     |     |     | 19  | 27  |     |     |     |     |     |     |     |     | 0    |
| -    | Emanuele Cazzaniga     | Yamaha            |     |     |     |     | Rit | 19  |     |     |     |     |     |     |     |     |     |     | 0    |
| -    | Dinis Borges           | Kawasaki          |     |     |     |     |     |     |     |     |     |     |     |     |     |     | 21  | 24  | 0    |
| -    | Sven Doornenbal        | Kawasaki          | 20  | 21  |     |     |     |     |     |     |     |     |     |     |     |     |     |     | 0    |
| -    | Antonio Torres         | Kawasaki          |     |     |     |     |     |     |     |     |     |     |     |     | Rit | 20  |     |     | 0    |
| -    | Thom Molenaar          | Kawasaki          | Rit | 20  |     |     |     |     |     |     |     |     |     |     |     |     |     |     | 0    |
| -    | Iván Bolaño Hernández  | Kawasaki          |     |     | 21  | 25  |     |     |     |     |     |     |     |     |     |     |     |     | 0    |
| -    | Christopher Clark      | Kawasaki          |     |     |     |     |     |     |     |     |     |     |     |     | 24  | Rit | 22  | 27  | 0    |
| -    | Shengjunjie Zhou       | Kove              | Rit | 27  | 22  | 26  |     |     |     |     |     |     |     |     |     |     |     |     | 0    |
| -    | Astrid Madrigal        | Kawasaki          |     |     |     |     |     |     |     |     |     |     | NQ  | NQ  | 24  | 23  |     |     | 0    |
| -    | Levi Badie             | Kawasaki          |     |     |     |     |     |     |     |     |     |     | 23  | 26  |     |     |     |     | 0    |
| -    | Alfonso Coppola        | Yamaha            |     |     |     |     |     |     | Rit | 26  |     |     |     |     |     |     |     |     | 0    |
| -    | Michel Agazzi          | Yamaha            |     |     |     |     |     |     | Rit | Rit |     |     |     |     |     |     |     |     | 0    |
| -    | Zhan Junhao            | Kove              |     |     |     |     | NQ  | NQ  |     |     |     |     |     |     |     |     |     |     | 0    |
| Pos  | Pilota                 | Moto              |     |     |     |     |     |     |     |     |     |     |     |     |     |     |     |     | P.ti |

| Legenda | 1º posto        | 2º posto            | 3º posto           | A punti      | Senza punti        | Grassetto – Pole position Corsivo – Giro più veloce |
| Legenda | Gara non valida | Non qual./Non part. | Ritirato/Non class | Squalificato | '-' Dato non disp. | Grassetto – Pole position Corsivo – Giro più veloce |

### Sistema di punteggio
| Pos.  | 1  | 2  | 3  | 4  | 5  | 6  | 7 | 8 | 9 | 10 | 11 | 12 | 13 | 14 | 15 | 16> |
| Punti | 25 | 20 | 16 | 13 | 11 | 10 | 9 | 8 | 7 | 6  | 5  | 4  | 3  | 2  | 1  | 0   |

### Costruttori
| Pos. | Costruttore | Motocicletta |     |    |    |    |    |    |   |    |   |     |    |    |     |    |    |     | P.ti |
| ---- | ----------- | ------------ | --- | -- | -- | -- | -- | -- | - | -- | - | --- | -- | -- | --- | -- | -- | --- | ---- |
| 1    | Kawasaki    | Ninja 400    | 1   | 1  | 1  | 3  | 1  | 1  | 3 | 4  | 3 | 2   | 1  | 1  | 1   | 1  | 3  | 2   | 342  |
| 2    | Yamaha      | YZF-R3       | 5   | 2  | 3  | 1  | 2  | 6  | 1 | 2  | 2 | 1   | 7  | 2  | 5   | 2  | 1  | 1   | 302  |
| 3    | KTM         | RC 390 R     | 3   | 7  | 6  | 6  | 10 | 2  | 2 | 1  | 1 | 10  | 4  | 9  | 26  | 5  | 5  | 3   | 205  |
| 4    | Kove        | 321RR        | Rit | 27 | 22 | 26 | NQ | NQ | 8 | 21 | 8 | Rit | 12 | 14 | Rit | NP | 25 | Rit | 22   |